# Camocim (kommun)
Camocim är en kommun i Brasilien.   Den ligger i delstaten Ceará, i den nordöstra delen av landet, 1 600 km nordost om huvudstaden Brasília. Antalet invånare är 60 163.
Följande samhällen finns i Camocim:
- Camocim

Omgivningarna runt Camocim är huvudsakligen savann. Runt Camocim är det ganska tätbefolkat, med 75 invånare per kvadratkilometer.